# Hans-Jürgen Massaquoi
Hans-Jürgen Massaquoi, né le 19 janvier 1926 à Hambourg et décédé le 19 janvier 2013 à Jacksonville, est un journaliste et écrivain germano-américain d'origine germano-libérienne.

## Biographie
Hans-Jürgen Massaquoi est né en 1926 en tant qu'afro-allemand. Sa mère est Bertha Baetz, infirmière allemande, et son père est Al Haj Massaquoi, originaire du Libéria. Son grand-père paternel est Momolu Massaquoi (en), consul général du Libéria à Hambourg et premier diplomate d'un pays africain en Allemagne. Momolu Massaquoi, dit Momolu IV, est le roi du peuple de Vaï. Hans-Jürgen Massaquoi est donc un descendant direct du roi Siaka Massaquoi par son père.
Fatima Massaquoi est la tante Hans-Jürgen Massaquoi. En outre, l'auteure-compositrice et militante pour la paix Fasia Jansen est également sa tante, vu qu'elle est l'enfant naturel de son grand-père Momolu Massaquoi et d'une employée du consulat. Bien qu'ils aient tous deux grandi à Hambourg, Massaquoi ignore l'existence de cette tante jusqu'à sa mort en 1997. De trois ans sa cadette, elle a notamment travaillé avec Hannes Wader et a exercé comme éditrice à Oberhausen.
Après avoir vécu dans la villa de son grand-père, Massaquoi s'installe avec sa mère dans un quartier ouvrier de Barmbek-Süd à Hambourg. Il apprend alors les dialectes missingsch et platt. Il décrit son enfance et sa jeunesse dans cette ville dans son autobiographie Neger, Neger, Schornsteinfeger!, également adapté en film en 2006.
Pendant la période nazie, Massaquoi est victime de discrimination et de préjugés. En effet, d'après les théories nazies, il est considéré comme un non-aryen et de « race inférieure ». Avec l'aide de sa mère et de quelques amis, il réussit à survivre aux douze années de dictature.
Après la guerre, il s'installe à Monrovia en 1948 avec son père Al Haj Massaquoi, puis avec sa tante Fatima et son demi-frère Morris. Vu l'implication de sa famille libérienne dans des intrigues politiques locales, Massaquoi quitte le Libéria pour les États-Unis en 1950, où résident des membres de sa famille maternelle. Il devient plus tard citoyen américain. Dans son deuxième livre, Hänschen klein, ging allein… il décrit, entre autres, son expérience en tant que GI dans l'armée américaine et sa vie aux États-Unis.

Après ses études, Hans-Jürgen Massaquoi devient rédacteur en chef du magazine afro-américain Ebony pendant de nombreuses années. Il a interviewé d'éminents personnages tels que Martin Luther King, Malcolm X, Nnamdi Azikiwe, Muhammad Ali, Jimmy Carter ou Walter Scheel.

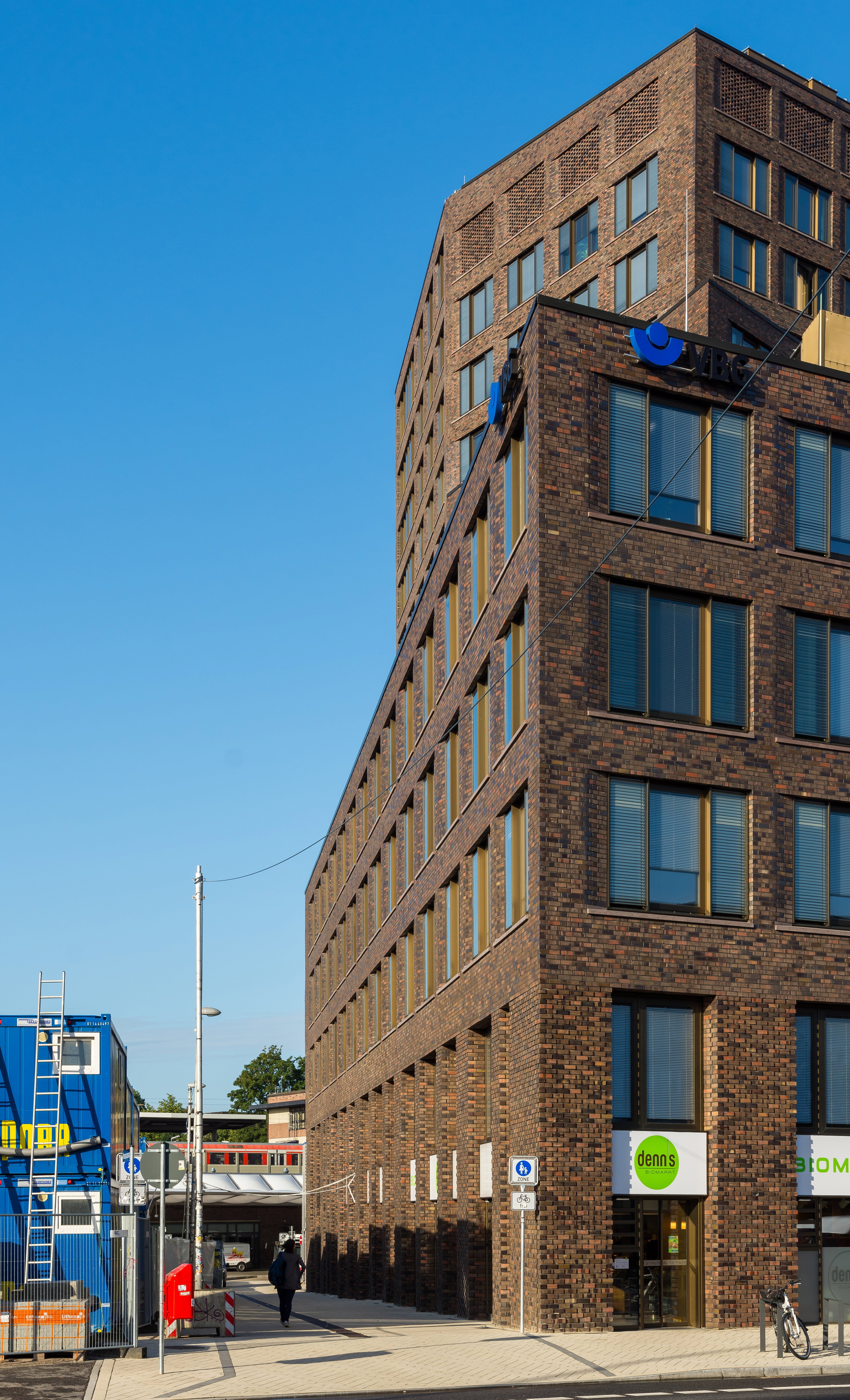
Massaquoi-Passage à Hambourg

Massaquoi continue de parler un allemand parfait, avec un accent hambourgeois, ainsi que le dialecte platt. Il considère d'ailleurs l'Allemagne comme sa patrie. Il revient en Allemagne pour la première fois en 1966, puis régulièrement pour des lectures et des talk-shows. Il reste lié à l'écrivain et son ami de jeunesse Ralph Giordano jusqu'à sa mort. Il s'agit d'ailleurs du personnage de Micky dans son roman autobiographique Die Bertinis.
En 2013, Massaquoi décède le jour de son 87e anniversaire et laisse deux fils derrière lui.
En 2017, une rue piétonne est baptisée à son nom dans le quartier de Barmbek-Nord à Hambourg.

## Publications
- Destined to Witness, 1999. Traduction allemande : Neger, Neger, Schornsteinfeger! Meine Kindheit in Deutschland, Fretz et Wasmuth Verlag, Berne, 1999  (ISBN 3-502-11940-6) ; édition de poche : Fischer-Verlag, Francfort, 2008  (ISBN 978-3-596-18029-5).
- Hänschen klein, ging allein... Mein Weg in die Neue Welt, Scherz, Francfort-sur-le-Main, 2004  (ISBN 3-502-10460-3).